# Un ángel tuvo la culpa
Un ángel tuvo la culpa es una película española de comedia estrenada en 1960, dirigida por Luis Lucia Mingarro y con guion de Jaime García-Herranz.
Está basada en la obra teatral Milagro en la Plaza del Progreso de Joaquín Calvo Sotelo.
Por su papel en la película, la actriz Margarita Lozano recibió el galardón a la mejor actriz secundaria en los premios otorgados por el Sindicato Nacional del Espectáculo.

## Sinopsis
Claudio es el cajero de una empresa que acude a una sucursal bancaria para hacer un ingreso de un millón de pesetas. Al llegar a la oficina descubre que está cerrada y que aun tardará en abrir. Para hacer más entretenida la espera hasta la apertura decide tomarse unas copas en un local donde se celebra el cumpleaños de su amigo el boticario. Claudio se emborracha y, siguiendo las instrucciones de un supuesto ángel, empieza a repartir los diez fajos de cien mil pesetas del total que debía ingresar, entre las diez personas que más lo necesitan.
Cuando tenga que pasar cuentas con su jefe y en comisaría, le darán la oportunidad de recuperar el dinero para no entrar en prisión, lo que dará la oportunidad de conocer a los agraciados y como ha afectado en sus vidas el gesto de Claudio.

## Reparto
- Emma Penella como	Eulalia
- José Luis Ozores como Claudio Martín
- Roberto Camardiel como Don Eustaquio Viñas
- Amparo Rivelles como	Prostituta
- Alfredo Mayo como	Comisario
- Rafael Durán como	Preso
- Gérard Tichy como	Sr. X
- Jesús Tordesillas como Falso Conde de Campoy
- Rafael López Somoza como Aurelio
- Pilar Cansino como Rosario
- Ricardo Valle como Luis
- María Fernanda Ladrón de Guevara como Sra. Emilia
- Margarita Lozano como	Teresa
- Carlos Casaravilla como Sergio Montañés
- María del Valle como Manola
- José Luis López Vázquez como Jaime
- María Luisa Ponte como Andrea Linares
- Antonio Puga como Paco
- Lola Gaos como Chantajista
- Fernando San Clemente como Juan
- Antonio Taño como	Manuel López
- Félix Fernández como Sacerdote
- Manuel Bermúdez 'Boliche' como Emeterio López
- Francisco Sánchez como Empresario
- Pedro Rodríguez de Quevedo como Don Florentino
- Goyo Lebrero como	Patricio
- Delia Luna como Monja en púlpito
- Matilde Muñoz Sampedro como Sra. Casilda
- José Orjas como Francisco Fernández, guardia
- Juan Cortés como Policía
- Lola del Pino como Madre superiora
- Francisco Amor como Miguel
- Pilar Sanclemente como Hija de Teresa
- Lidia San Clemente como Hija de Teresa
- Antonio Vela como	Ramón
- Amalia Rodríguez como	Vecina
- Conchita Sarabia como Vecina
- Carmen Porcel como Vecina
- Guillermo Hidalgo como Periodista
- Francisco Bernal como	Amigo de don Florentino
- Juan Cazalilla como Camarero del Savoy
- Manuel Guitián como Sr. Jesús, el portero
- Rafael Hernández como Guardia
- Emilio Laguna como Hombre en multitud
- Mariano Ozores Francés como Amigo de don Florentino